# Заречный (Советский район)
Заречный — посёлок в Советском районе Алтайского края. Входит в состав Шульгинского сельсовета.

## География
Расположен на безымянной протоке реки Катуни, в 4 км к 4северо-западу от села Шульгинка, административного центра сельского поселения. 

## Население
| 1997 | 1998 | 1999 | 2000 | 2001 | 2002 |
| ---- | ---- | ---- | ---- | ---- | ---- |
| 73   | ↗74  | →74  | ↗79  | ↗83  | ↘75  |
| 2003 | 2004 | 2005 | 2006 | 2007 | 2008 |
| ↗86  | ↘81  | ↘78  | ↘73  | ↗80  | →80  |
| 2009 | 2010 | 2011 | 2012 | 2013 |      |
| →80  | ↘76  | ↗78  | →78  | ↘75  |      |

Национальный состав
Согласно результатам переписи 2002 года, в национальной структуре населения русские составляли 95 %.